# Francis Ellingwood Abbot
Francis Ellingwood Abbot, född 6 november 1836, död 23 oktober 1903 var en amerikansk filosof och teolog som försökte rekonstruera teologin för att överensstämma med vetenskaplig metod.
Abbot var en förespråkare för "fri religion" och hävdade att en kristendomen byggd på Kristus överhöghet ("lordship") inte längre var hållbar. Han avvisade alla dogmer och all auktoritet från heliga skrifter och ansåg att sanningen var öppen för alla individer. 
Abbot föddes i Boston och tog examen från Harvard University och Meadville Theological School och arbetade i unitariska kyrkor, även om domstolen i New Hampshire sedermera gjorde bedömningen att han inte var tillräckligt "kristen" för att leda församlingen. Abbot var dock en kontroversiell figur och prisades bl.a. av Frederick Douglass. Han hade däremot en intellektuell fejd med filosofen Josiah Royce (Charles Sanders Peirce stod därvidlag på Abbots sida).
Abbot tog livet av sig genom att ta gift vid sin frus begravningsplats på tioårsdagen av hennes död.